# The Boys from Brazil (film)
The Boys from Brazil is een Amerikaanse thriller uit 1978 onder regie van Franklin J. Schaffner met in de hoofdrollen Laurence Olivier en Gregory Peck. 
Het scenario van de film is gebaseerd op het gelijknamige boek van Ira Levin. 
The Boys from Brazil maakte ondanks de hoge productiekosten van 12 miljoen dollar, winst in de bioscopen en bracht 19 miljoen dollar op. De film werd genomineerd voor de Academy Awards voor beste hoofdrolspeler (Laurence Olivier), beste montage (Robert Swink) en beste filmmuziek (van Jerry Goldsmith). Gregory Peck werd voor zijn vertolking van Josef Mengele dan weer genomineerd voor de Golden Globe voor beste acteur. Olivier won daadwerkelijk een National Board of Review Award.

## Verhaal
Student en amateur-nazi-jager Barry Koehler komt in Paraguay op het spoor van een groep nazi's. Deze groep, onder leiding van ex-kamparts Josef Mengele, moet de omstandigheden recreëren om een nieuwe Adolf Hitler aan de macht te krijgen. Koehler zoekt contact met Ezra Lieberman (een rol geïnspireerd op de Joodse nazi-jager Simon Wiesenthal) om er voor te zorgen dat de groep bijtijds wordt ontmanteld. Koehler tracht met een verborgen microfoon een bijeenkomst op te nemen, maar dit mislukt en hij wordt vermoord.
Lieberman volgt het spoor en ontdekt dat er in Europa en Noord-Amerika de laatste maanden moorden zijn gepleegd op oudere overheidsbeambten. Zij blijken allemaal getrouwd te zijn met een veel jongere vrouw en een zoon van een jaar of 13 te hebben die donker haar en blauwe ogen heeft. Stuk voor stuk willen de jongens later tekenen, schilderen, beeldhouwen of films maken, en wil hun vader liever dat ze iets met meer zekerheid in hun leven gaan doen dan dat. Het blijkt dat Mengele klonen van Hitler heeft gecreëerd en ondergebracht bij gezinnen die qua samenstelling lijken op het gezin waarin Hitler was opgegroeid. De taak van de nazi-moordenaars is er voor te zorgen dat de 'vaders' van de kloon-Hitlers op dezelfde leeftijd om het leven komen als Hitlers vader. Lieberman zal door Mengele te stoppen niet alleen de creatie van een nieuwe Hitler verhinderen, maar ook de brute moorden op de onschuldige vaders.
De belangstelling van de autoriteiten en van Lieberman leidt ertoe dat de nazi's de moorden beëindigen, maar Mengele kan niet toestaan dat zijn levenswerk zo te gronde wordt gericht, en neemt de moorden zelf ter hand. Mengele reist naar het volgende adres op de lijst in Lancaster County, Pennsylvania, wetend dat Lieberman ook onderweg is om de moord te verhinderen. Mengele vermoordt de vader, een hondenfokker, en wacht Lieberman op om hem ook te doden. Er ontstaat een gevecht waarin Mengele aan de winnende hand lijkt, maar Lieberman in doodsnood de honden loslaat. Zowel Mengele als de gewonde Lieberman kunnen nu geen kant op, ingesloten door de woeste dobermanns.
Wanneer de zoon Bobby thuiskomt staat Mengele voor het eerst oog in oog met een van zijn creaties en hij moet de neiging hem met 'Mein Führer' aan te spreken onderdrukken. Lieberman vertelt Bobby dat Mengele diens vader heeft vermoord, waarop Mengele Bobby probeert uit te leggen dat hij gekloond is uit een 'groot man' en dat hem een 'grootse toekomst' te wachten staat. Bobby gelooft hem niet en laat de honden aanvallen uit wraak voor de dood van zijn vader.
Lieberman overlegt met andere nazi-jagers, die de jongens willen vermoorden. Lieberman weigert dit: het zijn maar kinderen. De film eindigt met Bobby die enthousiast de foto's van het door de honden aangerichte bloedbad ontwikkelt.

## Rolverdeling
| Acteur           | Personage                                                     |
| ---------------- | ------------------------------------------------------------- |
| Gregory Peck     | Dr. Josef Mengele                                             |
| Laurence Olivier | Ezra Lieberman                                                |
| James Mason      | Eduard Seibert                                                |
| Lilli Palmer     | Esther Lieberman                                              |
| Uta Hagen        | Frieda Maloney                                                |
| Steve Guttenberg | Barry Koehler                                                 |
| Denholm Elliott  | Sidney Beynon                                                 |
| Bruno Ganz       | Dr. Bruckner                                                  |
| Rosemary Harris  | Mrs. Doring                                                   |
| John Dehner      | Henry Wheelock                                                |
| John Rubinstein  | David Bennett                                                 |
| Anne Meara       | Mrs. Curry                                                    |
| Jeremy Black     | Jack Curry / Simon Harrington / Erich Doring / Bobby Wheelock |
| Walter Gotell    | Mundt                                                         |
| David Hurst      | Strasser                                                      |
| Wolfgang Preiss  | Lofquist                                                      |
| Michael Gough    | Mr. Harrington                                                |
| Joachim Hansen   | Fassler                                                       |
| Sky du Mont      | Hessen                                                        |
| Carl Duering     | Trausteiner                                                   |
| Linda Hayden     | Nancy                                                         |
| Richard Marner   | Doring                                                        |
| Georg Marischka  | Gunther                                                       |
| Günter Meisner   | Farnbach                                                      |
| Prunella Scales  | Mrs. Harrington                                               |
| Wolf Kahler      | Schwimmer                                                     |

## Achtergrond

### Acteurs
Aanvankelijk was het bedoeling dat George C. Scott Mengele zou spelen. Maar voordat de opnamen begonnen stapte Scott uit het project en werd vervangen door Gregory Peck. Dat was opmerkelijk omdat Peck nog nooit een schurk had gespeeld. De acteur bereidde zich goed voor op zijn rol en studeerde hard op het Duitse accent. Samen met stemcoach Bob Easton oefende hij zes weken lang om zo goed mogelijk 'Engels-Duits' te spreken. Peck was zo bezig met zijn rol dat hij zelfs buiten de set door bleef gaan. Hij droeg een foto van Mengele in zijn portefeuille en blafte zijn vrouw thuis af. Die zag de humor er wel van in klikte met haar hakken tegen elkaar, zoals Duitse soldaten dat doen in Hollywoodfilms. Laurence Olivier die de rol van Ezra Lieberman speelde ging op bezoek bij Simon Wiesenthal. Het personage Lieberman was geïnspireerd op Simon Wiesenthal en de laatste gaf Olivier adviezen over zichzelf en het Joods Documentatiecentrum in Wenen.

### Opnamen
De opnamen namen dertien weken in beslag tussen oktober 1977 en maart 1978. Er werd gefilmd op locatie in Lancaster, Pennsylvania in de VS, Lissabon in Portugal, Salzburg in Oostenrijk, Wenen in Oostenrijk en Engeland. De studio-opnamen vonden plaats in Ateliers der Wien-Film G.m.b.H., Sievering, Wenen, Oostenrijk en de Shepperton Studios, Shepperton, Surrey, Engeland. 

## Historie en fictie

### Josef Mengele
Oorlogsmisdadiger Josef Mengele heeft echt bestaan. Ten tijde van de opnamen leefde Mengele in Brazilië waar hij op 17 februari 1979 in Bertioga na een beroerte zou verdrinken. Het bericht van Mengele's overlijden zou overigens pas in 1985 bekend worden. In 1938 was Mengele afgestudeerd als arts en had zich aangemeld voor de Waffen-SS waar hij werd ingedeeld bij de reserve-medische afdeling. Tijdens de Tweede Wereldoorlog diende Mengele bij de 5.SS PanzergrenadierDivision Wiking. In 1942 raakte hij gewond en werd teruggestuurd naar Duitsland met de rang van SS-Hauptsturmführer (vergelijkbaar met 'kapitein' in het leger). In mei 1943 werd Mengele als arts-officier naar het concentratie- en vernietigingskamp Auswitz-Birkenau gestuurd. Hoewel hij niet de hoogste arts-officier was, werd hij wel de meest beruchte. Mengele was betrokken bij de selectie van de gevangenen bij aankomst in het kamp. Hij bepaalde wie bleef leven en wie naar de gaskamers ging. Omdat hij bij de selectie altijd gekleed was in een witte uniformjas en zijn uitgestoken arm de selectie bepaalde, werd hij de 'Witte Engel' genoemd. Mengele voerde medische experimenten uit op de overlevenden, waarbij hij een voorkeur had voor tweelingen, vanwege de genetische overeenkomsten. Maar ook zwangere vrouwen en kinderen werden het slachtoffer. Bij de operaties en experimenten van Mengele werden de slachtoffers nooit verdoofd en wie nog in leven was na de experimenten werd door hem doodgeschoten of alsnog naar de gaskamers gestuurd. Nadat de Russen oprukten naar het westen en Auschwitz bevrijdden, vluchtte Mengele naar het westen van Duitsland. Hij ontsnapte aan Amerikaanse krijgsgevangenschap en wist te ontkomen naar Zuid-Amerika. Hij is tot aan zijn dood een fanatieke nazi gebleven. Dat Ira Levin Josef Mengele uitkoos voor de rol van het meesterbrein achter het complot om Hitler te klonen, is niet helemaal uit de lucht gegrepen. Mengele had grote belangstelling voor genetica en er gaan geruchten dat hij in Zuid-Amerika  is doorgegaan met experimenten op tweelingen. Er zijn echter nooit bewijzen voor die geruchten gevonden. Maar Levin kon in principe zijn fantasie de vleugels geven, aangezien Mengele rond 1978 spoorloos was. Dat Mengele onder zijn eigen naam kon worden opgevoerd en bijvoorbeeld Simon Wiesenthal niet, had ook te maken met het feit dat hij niet te vinden was. De producenten hoefden niet bang te zijn voor een schadeclaim wegens laster.

### Simon Wiesenthal
In de film wordt Josef Mengele achtervolgd door een oude man, Ezra Lieberman, een overlevende van de nazi-concentratiekampen. Lieberman vertoont veel overeenkomsten met Simon Wiesenthal (1908-2005). Wiesenthal, geboren in Oostenrijk, werkte in Polen toen de Duitsers en Russen in september 1939 dit land binnenvielen. Aanvankelijk woonde hij in de Russische sector, totdat de Duitsers in juni 1941 begonnen aan Operatie Barbarossa en oprukten in de richting van Moskou. Vierenhalf jaar lang verbleef Wiesenthal in verschillende concentratiekampen, en werd uiteindelijk op 5 mei 1945 door de Amerikanen bevrijd uit het concentratiekamp Mauthausen. Na de oorlog besteedde hij de rest van zijn leven aan het in kaart brengen van de verblijfplaatsen van ontsnapte nazi's. Aan de hand van de verzamelde informatie van Wiesenthal konden diverse voortvluchtige nazi's worden opgepakt en veroordeeld. Een van de oorlogsmisdadigers die werd opgepakt was Karl Silberbauer, een officier van de SD, en verantwoordelijk voor het oppakken van Anne Frank en haar familie. Andere belangrijke arrestaties betroffen die van Franz Stangl, commandant van de vernietigingskampen Treblinka en Sobibor en Hermine Braunsteiner die in vernietigingskamp Majdanek deelnam aan het doden van duizenden vrouwen en kinderen. Wiesenthal opende een Joods Historisch documentatiecentrum in Linz en later een Joods Documentatiecentrum in Wenen. Beide centra bevatten informatie over oorlogsmisdadigers uit de Tweede Wereldoorlog. 

### Klonen
In de film wil Josef Mengele een kloon produceren van Adolf Hitler en heeft hiervoor in de Tweede Wereldoorlog bloed afgenomen. Hoewel klonen bij planten al eeuwen voorkomt is klonen bij dieren en mensen nog controversieel. Pas in 1996 werd via kerntransplantatie een dier gekloond, het schaap Dolly. Het klonen van mensen is nog altijd niet aan de orde. In 1978 was klonen van mensen en dieren nog echt sciencefiction. Wel is interessant dat de film de nadruk legt op de karakterontwikkeling van de kloon. Zou het ooit lukken om een kloon, een genetische kopie, van een mens te maken, dan is het heel goed mogelijk dat deze kloon zich heel anders zal ontwikkelen dan het origineel. Alleen als de omstandigheden waarin de kloon opgroeit overeenkomen met de omstandigheden waaronder het origineel opgroeide kan de kloon zich ontwikkelen als het origineel. Milieu en opvoeding spelen een grote rol. Dat is ook de reden waarom bijvoorbeeld eeneiige tweelingen niet helemaal identiek zijn. In de film zien we dat Mengele er grote waarde aan hecht dat zijn Hitlerklonen zich hetzelfde ontwikkelen als het origineel. Hitler had een dominante vader, ambtenaar van beroep en vele jaren ouder dan Hitlers moeder, een zachtaardige vrouw die haar zoon zwaar verwende. In de film zien we hoe Mengele de pleegvaders van zijn klonen laat vermoorden op hetzelfde tijdstip als waarop Hitlers echte vader, Alois, overleed.

## Prijzen en nominaties

### Academy Awards 1979
Nominaties:
- Beste acteur - Laurence Olivier
- Beste montage - Robert Swink
- Beste filmmuziek- Jerry Goldsmith

### Golden Globe Awards 1979
Nominatie: 
Beste Acteur in een dramafilm - Gregory Peck 

### Saturn Award 1979
Nominaties 
Beste Science Fiction Film 
Best Acteur - Laurence Olivier 
Best Regisseur - Franklin J. Schaffner 
Beste Muziek - Jerry Goldsmith 
Beste Actrice in een bijrol - Uta Hagen 
Beste Scenario - Heywood Gould 

### National Board of Review Awards 1978
- Beste acteur (Laurence Olivier)